# Evidon
Evidon vormals Ghostery ist ein US-amerikanisches Technologieunternehmen, das in New York City ansässig ist. Es entwickelt Software für Verlage, Werbenetzwerke und Unternehmen, um diesen Einblicke in das Verbraucherverhalten zu geben. Es bietet den Kunden darüber hinaus Software an, die es ermöglicht sogenannte Trackingsysteme zu erkennen und diese zu kontrollieren.

## Unternehmensgeschichte
Evidon wurde im Jahr 2009 von Scott Meyer, Colin O’Malley und Ed Kozek gegründet. Das Unternehmen ist ein Investment der Warburg Pincus.
Das Unternehmen erwarb im Jahr 2010 das von David Cancel im Januar 2009 entwickelte Browsertool Ghostery, eine Software, die den Anwender beim Surfen im Internet auf versteckte Dienste (Tracker) hinweist. Diese Dienste laufen normalerweise vom Nutzer unbemerkt im Hintergrund und sollen private Daten an unterschiedliche Seitenbetreiber übermitteln. Ghostery bietet die Möglichkeit diese dauerhaft zu blockieren, um die Privatsphäre im Internet besser zu schützen. Evidon hat neben dem Hauptsitz in New York eine Niederlassung in San Francisco sowie seit 2011 für den europäischen Raum in London.
Evidon bietet international Softwarelösungen für Onlinevermarkter, Agenturen, Verlage und Unternehmen an. Das Produkt „Evidon InForm“ enthält beispielsweise eine Plattform für Unternehmen, die durch einfache Navigation die Selbstregulierung für Onlinewerbung unterstützt. „Evidon Encompass“ kann Tracker und Tags erkennen, welche die Seitenladezeit beeinflussen oder andere unerwünschte Effekte verursachen. „Evidon InLight“ hilft dem Anwender Datenlecks zu erkennen und zu erkennen, welche Unternehmen versuchen Daten von ihren Seiten zu sammeln.
Evidon ist Mitglied in der Online Trust Alliance (OTA).
Im Jahr 2014 wurde das Unternehmen in Ghostery, Inc. umbenannt.
Am 15. Februar 2017 wurde das Privatkundengeschäft und der Markenname von Ghostery von Cliqz übernommen. Gleichzeitig benannte sich das Unternehmen wieder in Evidon um. Evidon konzentriert sich fortan auf Geschäftskunden. Die Ghostery-Software für Privatanwender wird fortan von Cliqz betrieben.
Am 2. August 2017 wurde Evidon von „Crownpeak“, einem Unternehmen aus dem Bereich Digital Experience Management (DXM) und Digital Quality Management (DQM) übernommen.